# Javier Laynez Potisek
Pour les articles homonymes, voir Potisek.
Javier Laynez Potisek (né le 2 juin 1959 à Torreón) est un docteur en droit, juge (en espagnol, ministro) de la Cour suprême de justice de la Nation (Mexique) depuis le 10 décembre 2015.
Il est docteur en droit de l'université Paris XI et avec une maîtrise en Administration fiscale à Paris-Dauphine.